# Dansk biografisk leksikon
Das Dansk biografisk leksikon (DBL, auch Dansk Biografisk Leksikon), Schreibweise des Titels der ersten Auflage Dansk biografisk Lexikon, ist Dänemarks biografisches Lexikon und wurde bislang in drei Auflagen herausgegeben. Die erste Auflage mit dem vollständigen Titel Dansk biografisk Lexikon, tillige omfattende Norge for tidsrummet 1537–1814 („… einschließlich Norwegens für den Zeitraum 1537–1814“) erschien in 19 Bänden von 1887 bis 1905 unter dem Historiker Carl Frederik Bricka als Herausgeber. Sie ist aufgrund ihres Alters gemeinfrei und durch das Projekt Runeberg online im Volltext verfügbar.
Die zweite Auflage erschien von 1933 bis 1944 in 27 Bänden, die dritte von 1979 bis 1984 in 16 Bänden. In der dritten Auflage wurden einige der Biografien aus den vorangegangenen Auflagen überarbeitet und aktualisiert. Zudem entfielen in dieser Auflage viele Biografien der Vorgängerauflagen, die von den Herausgebern nicht mehr für relevant gehalten wurden. In diesen Fällen sind daher auch die vorherigen Auflagen noch weiterhin von Bedeutung.

## Auflagen
- Carl Frederik Bricka (Hrsg.): Dansk biografisk Lexikon, tillige omfattende Norge for tidsrummet 1537–1814. 19 Bände, Gyldendalske Boghandels Forlag, Kopenhagen 1887–1905 (runeberg.org).
- Povl Engelstoft, Svend Dahl (Hrsg.): Dansk biografisk leksikon. Zweite Auflage. Auf Grundlage von C. F. Bricka, 27 Bände, J. H. Schultz, Kopenhagen 1933–1944 (rosekamp.dk).
- Svend Cedergreen Bech (Hrsg.): Dansk biografisk leksikon. Dritte Auflage. 16 Bände, Gyldendal, Kopenhagen 1979–1984 (biografiskleksikon.lex.dk).

- Band 1: Abbestée–Bergsøe. 1979
- Band 2: Bering–Brüel. 1979
- Band 3: Brüggeman–Dolmer. 1979
- Band 4: Dons–Frijsh. 1980
- Band 5: Frille–Hanssen. 1980
- Band 6: Harald–Høedt. 1980
- Band 7: Høeg–Kjoerholm. 1981
- Band 8: Kjoerulf–Levetzow. 1981
- Band 9: Levi–Moltesen. 1981
- Band 10: Moltke–Olrik. 1982
- Band 11: Olsen–Rask. 1982
- Band 12: Rasmusen–Scavenius. 1982
- Band 13: Schacht–Stehen. 1983
- Band 14: Steenberg–Trepka. 1983
- Band 15: Treschow–Wold. 1984
- Band 16: Woldbye–Aastrup, Supplement, Register. 1984